# Curcuma zanthorrhiza
Curcuma zanthorrhiza är en enhjärtbladig växtart som beskrevs av William Roxburgh. Curcuma zanthorrhiza ingår i släktet Curcuma och familjen Zingiberaceae. Inga underarter finns listade i Catalogue of Life.

## Bildgalleri

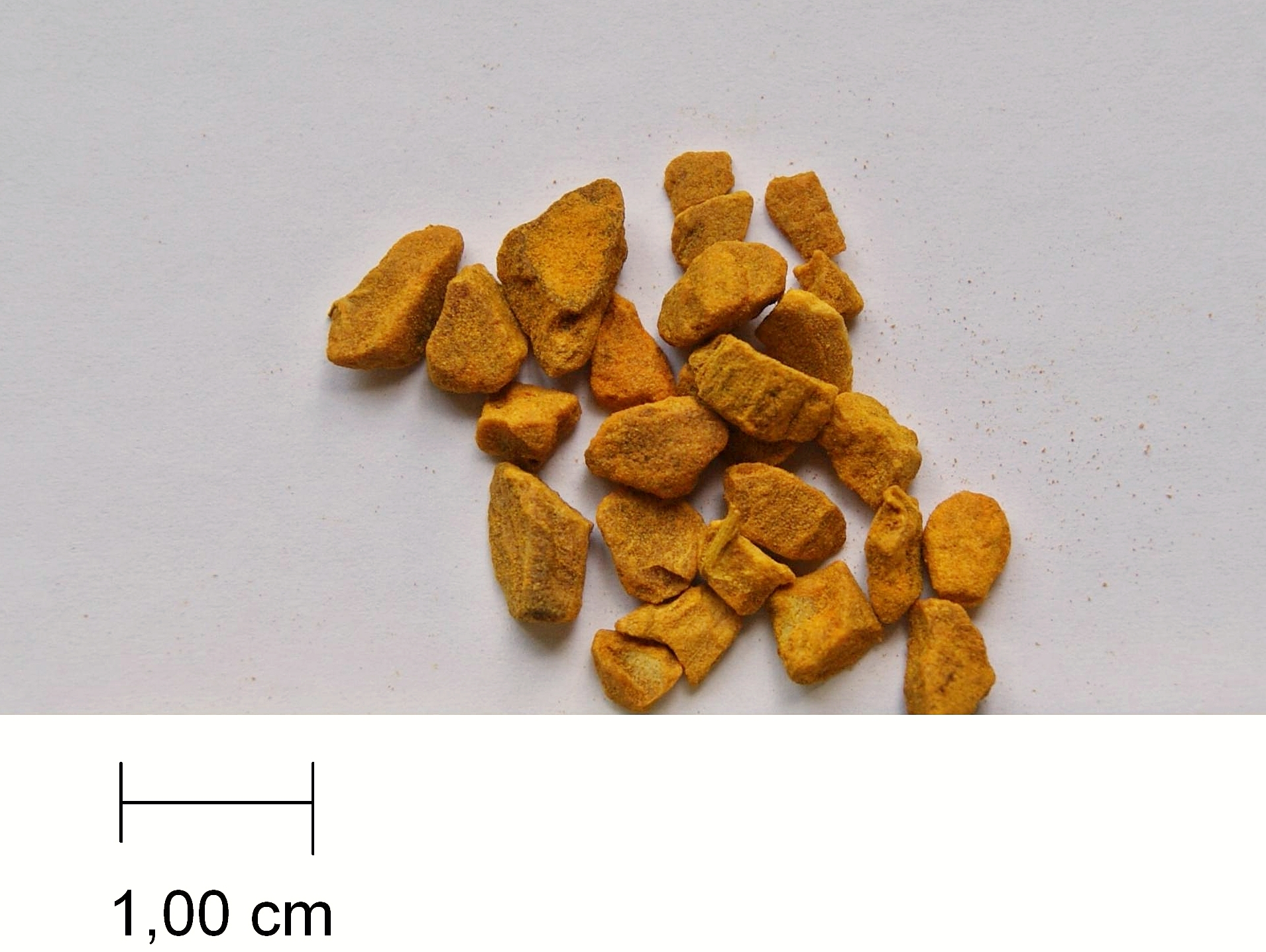
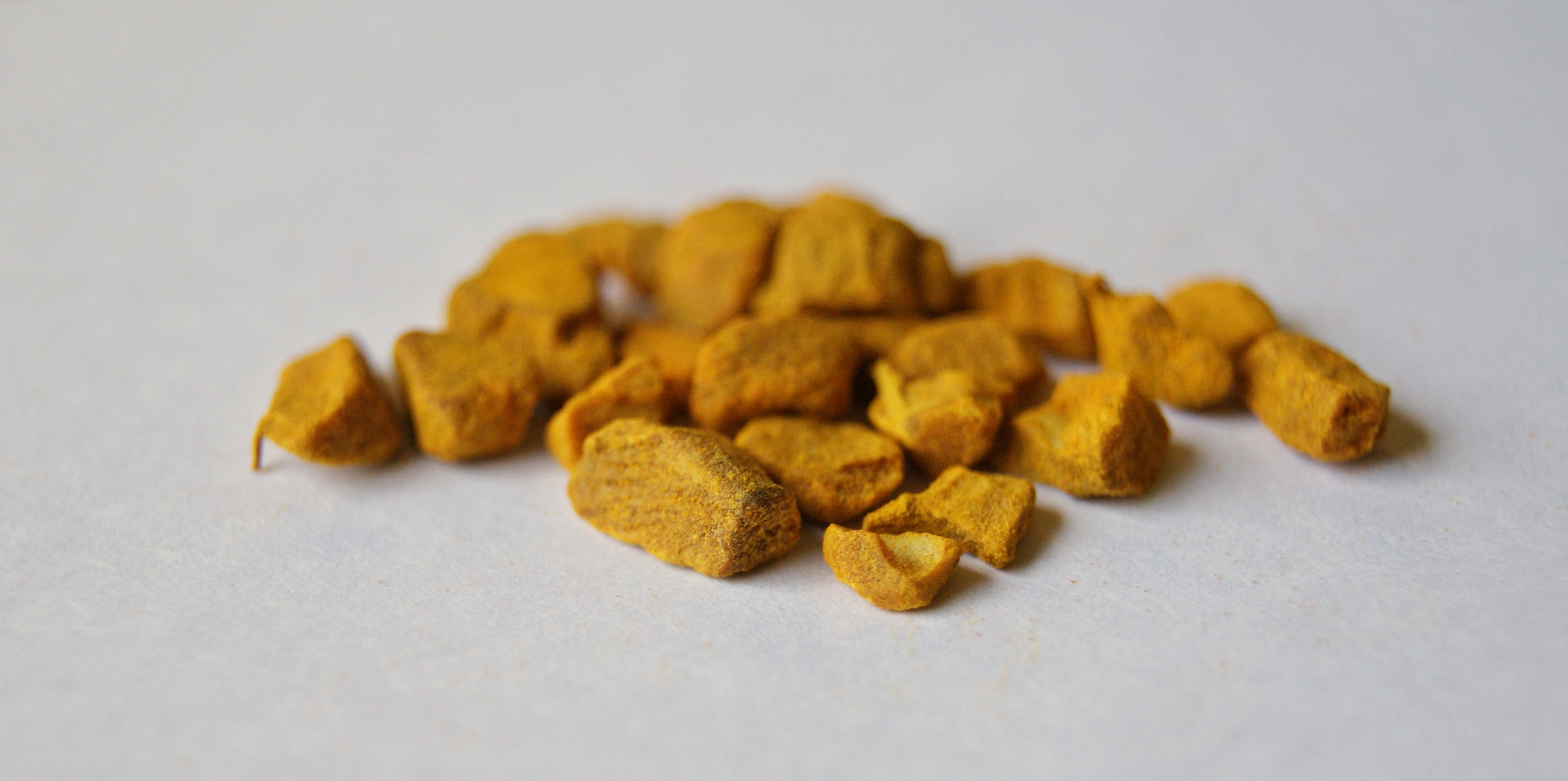
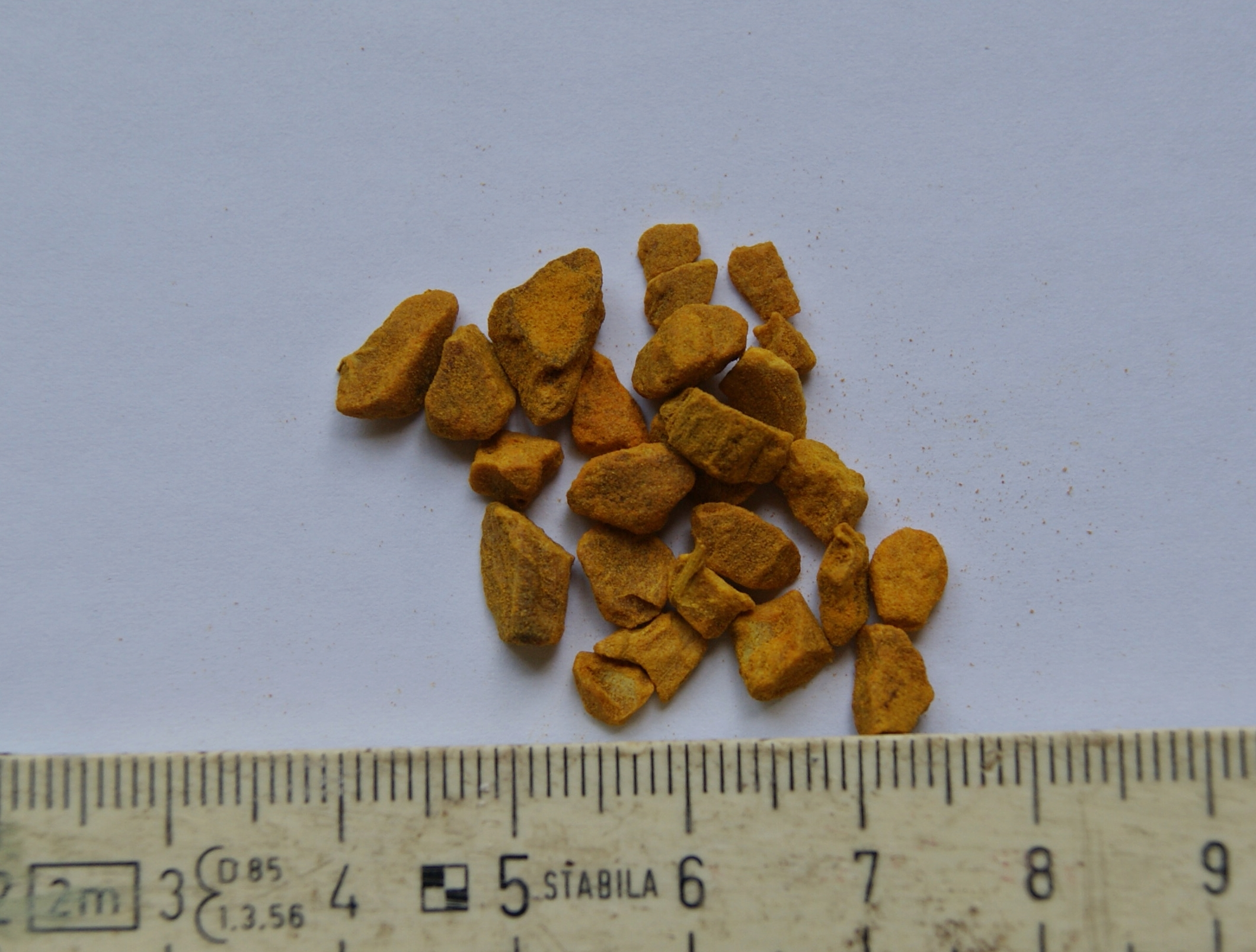
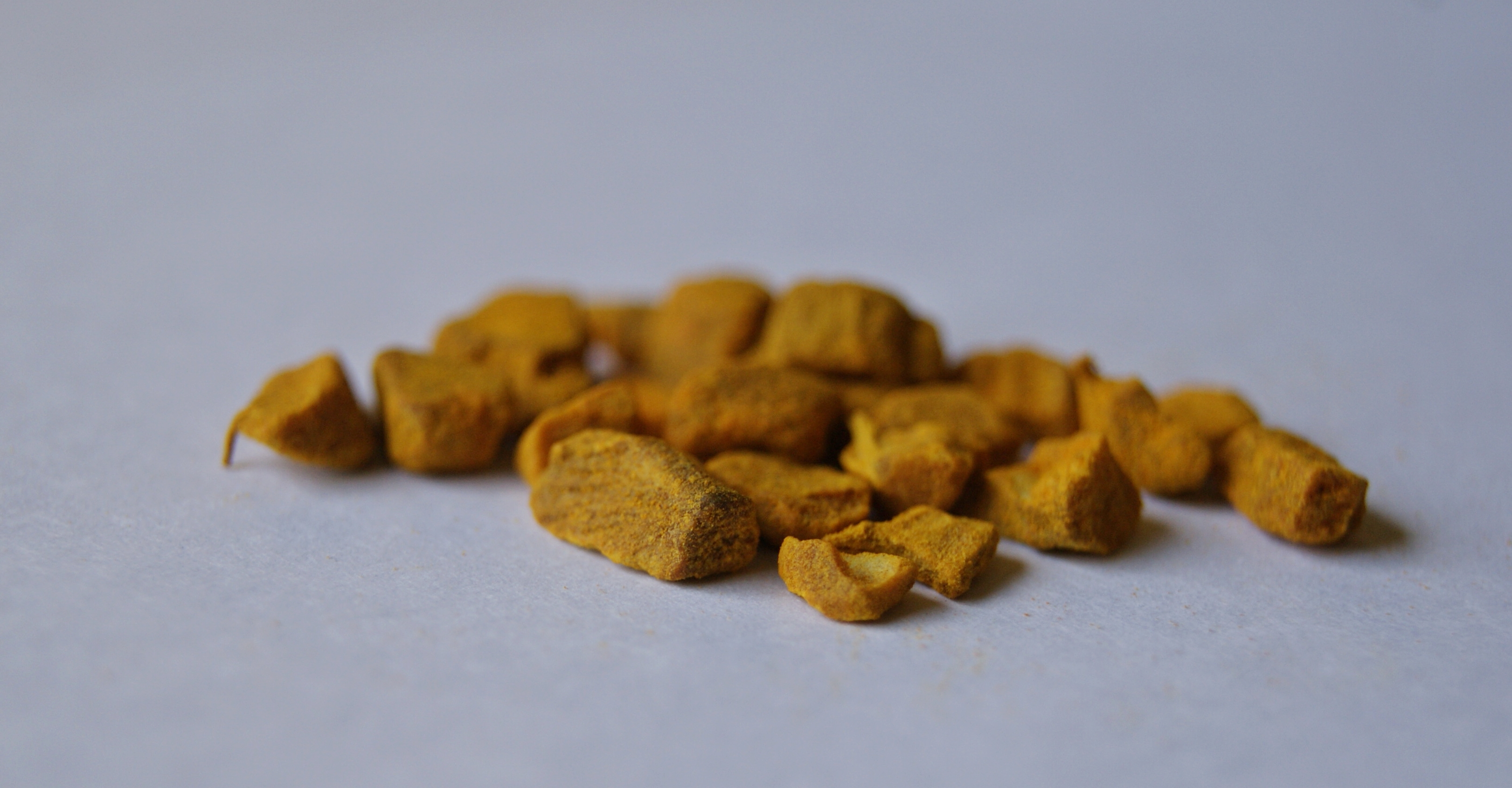
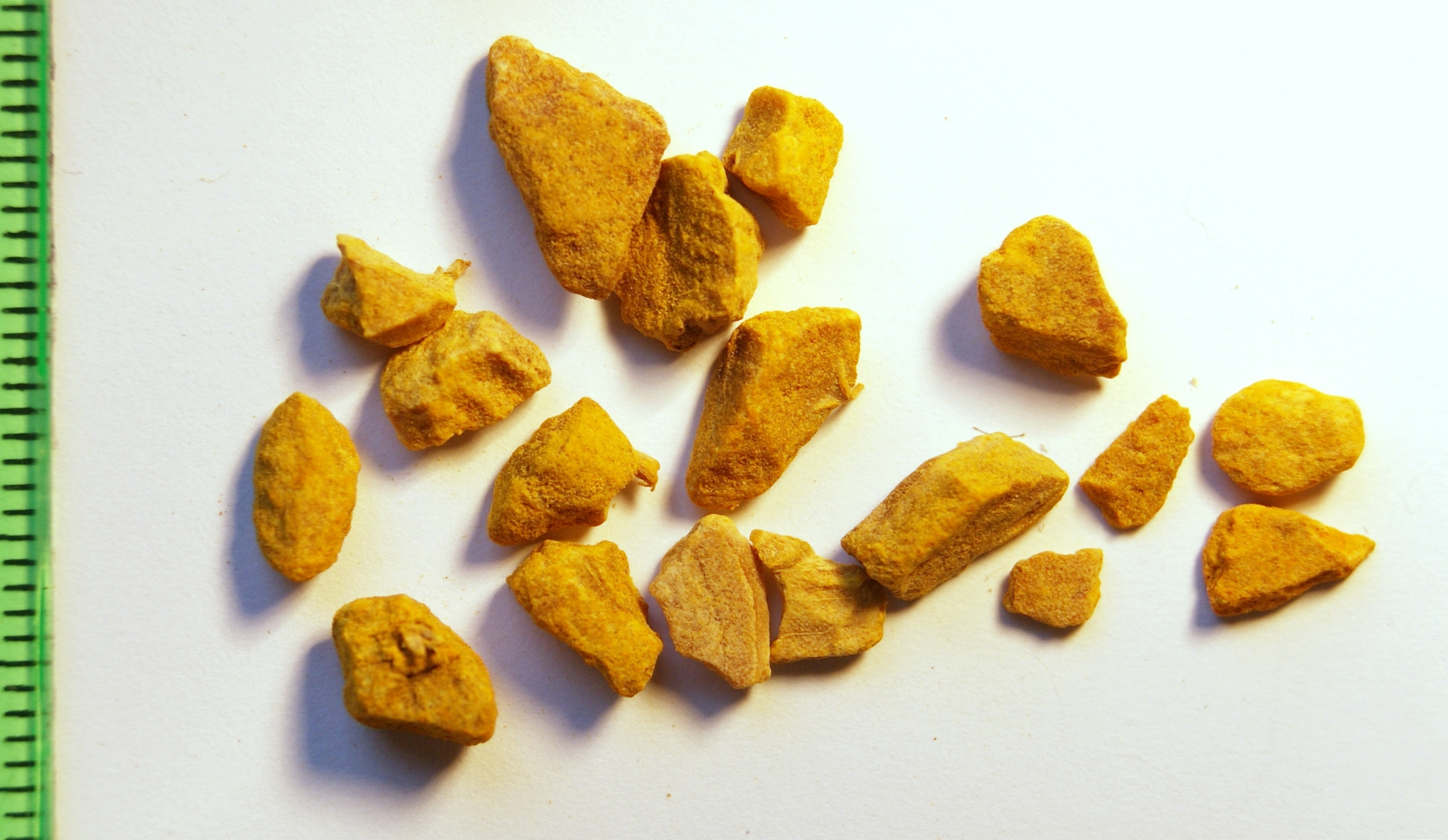